# Piętnasty Kneset
Piętnasty Kneset – piętnasta kadencja parlamentu Izraela odbywająca się w latach 1999–2003.
Wybory odbyły się 17 maja 1999, a pierwsze posiedzenie parlamentu miało miejsce 7 czerwca 1999.

## Oficjalne wyniki wyborów
|  | Partia | Głosy     | Procent | Mandaty (zmiana) | Mandaty (zmiana) |
|  | --- | --------- | ------- | ---------------- | ---------------- |
|  | Jeden Izrael (Yisra'el Ahat, ישראל אחת) : - Partia Pracy (Awoda) (ליכוד) - Geszer (גשר) - Meimad (מפלגת מימד) | 670.484   | 20,2%   | 26               | -8               |
|  | Likud (ליכוד)                                                                                                 | 468.103   | 14,46%% | 19               | -13              |
|  | Szas, (ש"ס)                                                                                                   | 430.676   | 13,28%  | 17               | +7               |
|  | Merec – Demokratyczny Izrael, (מרצ)                                                                           | 253.525   | 7,6%    | 10               | +1               |
|  | Jisra’el ba-Alijja, (ישראל בעלייה)                                                                            | 171.705   | 5,1%    | 6                | -1               |
|  | Szinui, (שינוי)                                                                                               | 167.748   | 5,0%    | 6                | 0                |
|  | Partia Centrum, (Mifleget Hamerkaz, מפלגת המרכז)                                                              | 165.622   | 5,0%    | 6                | 0                |
|  | Narodowa Partia Religijna (Mafdal), (מפלגה דתית לאומית-מפד"ל)                                                 | 140.307   | 4,2%    | 5                | -4               |
|  | Zjednoczony Judaizm Tory, (יהדות התורה)                                                                       | 125.741   | 3,7%    | 5                | +1               |
|  | Zjednoczona Lista Arabska (Ra’am), (רע"ם)                                                                     | 114.810   | 3,4%    | 5                | +1               |
|  | Unia Narodowa, (האיחוד הלאומי)                                                                                | 100.181   | 3,0%    | 4                | 0                |
|  | Hadasz (Demokratyczny Front na Rzecz Pokoju i Równości), (החזית הדמוקרטית לשלום ולשוויון)                     | 87.022    | 2,6%    | 3                | -2               |
|  | Nasz Dom Izrael, (עם אחד)                                                                                     | 86.153    | 2,6%    | 4                | 0                |
|  | Balad (partia arabska)                                                                                        | 66.103    | 1,9%    | 2                | 0                |
|  | Am Echad (עם אחד)                                                                                             | 64.143    | 1,9%    | 2                | 0                |
|  | Inne | 197.093   | 5,9%    | 0                | –                |
|  | Razem | 3.309.416 | 100,0%  | 120              | –                |

## Posłowie
Posłowie wybrani w wyborach:
| Partia                    | Posłowie |
| ------------------------- | --- |
| Jeden Izrael              | Ehud Barak, Szimon Peres, Dawid Lewi, Szelomo Ben Ammi, Josi Belin, Mattan Wilnaj, Awraham Burg, Ra’anan Kohen, Uzzi Baram, Dalja Icik, Binjamin Ben Eli’ezer, Chajjim Ramon, Eli Goldschmidt, Awraham Szochat, Ja’el Dajan, Ofir Pines-Paz, Micha’el Melchior, Maksim Lewi, Efrajim Sneh, Nawaf Masalaha, Awraham Jechezkel, Sofa Landwer, Salih Tarif, Szalom Simchon, Josi Kac, Weizman Sziri |
| Likud                     | Binjamin Netanjahu, Silwan Szalom, Mosze Kacaw, Limor Liwnat, Me’ir Szitrit, Gidon Ezra, Na’omi Blumenthal, Ariel Szaron, Uzzi Landau, Re’uwen Riwlin, Dan Nawe, Cachi Hanegbi, Jisra’el Kac, Micha’el Etan, Jehoszua Maca, Mosze Arens, Awraham Hirszson, Cippi Liwni, Ajjub Kara |
| Szas                      | Arje Gamliel, Elijjahu Suwisa, Eli Jiszaj, Szelomo Benizri, Jicchak Kohen, Amnon Kohen, Nissim Dahan, Dawid Azulaj, Dawid Tal, Jicchak Waknin, Rahamim Malul, Meszullam Nahari, Jicchak Saban, Nissim Ze’ew, Ja’ir Perec, Ofer Hugi, Jicchak Gagula |
| Merec                     | Josi Sarid, Ran Kohen, Chajjim Oron, Amnon Rubinstein, Anat Ma’or, Zehawa Galon, Awszalom Wilan, Ilan Gilon, Na’omi Chazzan, Husnijja Dżabara |
| Jisra’el ba-Alijja        | Natan Szaranski, Juli-Jo’el Edelstein, Roman Bronfman, Marina Solodkin, Giennadij Riger, Aleksander Cinker\| |
| Szinui                    | Tommy Lapid, Awraham Poraz, Jehudit Na’ot, Josef Paricki, Eli’ezer Sandberg, Wiktor Brailowski |
| Partia Centrum            | Jicchak Mordechaj, Amnon Lipkin-Szachak, Dan Meridor, Roni Milo, Uri Sawir, Dalja Rabin-Pelosof |
| Narodowa Partia Religijna | Jicchak Lewi, Chajjim Drukman, Sza’ul Jahalom, Jigga’el Bibi, Zewulun Orlew |
| Zjednoczony Judaizm Tory  | Me’ir Porusz, Awraham Rawic, Ja’akow Litzman, Mosze Gafni, Szemu’el Halpert |
| Zjednoczona Lista Arabska | Abdulmalik Dehamsze, Taleb El-Sana, Haszem Mahameed, Taufik Chatib, Muhammad Kanan |
| Unia Narodowa             | Rechawam Ze’ewi, Chanan Porat, Micha’el Kleiner, Binjamin Elon |
| Hadasz                    | Muhammad Baraka, Isam Machul, Tamar Gożanski |
| Nasz Dom Izrael           | Awigdor Lieberman, Jurij Sztern, Micha’el Nudelman, Eli’ezer Kohen |
| Balad                     | Azmi Biszara, Ahmad at-Tajjibi |
| Am Echad                  | Amir Perec, Chajjim Kac |

### Zmiany
Zmiany w trakcie kadencji:
| Następca          | Poprzednik           | Partia                    | Data                 |
| ----------------- | -------------------- | ------------------------- | -------------------- |
| Juwal Steinitz    | Binjamin Netanjahu   | Likud                     | 6 lipca 1999         |
| Nachum Langental  | Jicchak Lewi         | Narodowa Partia Religijna | 15 lipca 1999        |
| Cewi Hendel       | Chanan Porat         | Unia Narodowa             | 20 października 1999 |
| Eli Ben-Menachem  | Josi Belin           | Jeden Izrael              | 17 listopada 1999    |
| Colette Awital    | Mattan Wilnaj        | Jeden Izrael              | 17 listopada 1999    |
| Mosi Raz          | Chajjim Oron         | Merec                     | 25 lutego 2000       |
| Ze’ew Bojm        | Mosze Kacaw          | Likud                     | 31 lipca 2000        |
| Mordechaj Miszani | Eli Goldschmidt      | Jeden Izrael              | 15 lutego 2001       |
| Efi Oszaja        | Uzzi Baram           | Jeden Izrael              | 15 lutego 2001       |
| Dawid Magen       | Uri Sawir            | Partia Centrum            | 8 marca 2001         |
| Nehama Ronen      | Amnon Lipkin-Szachak | Partia Centrum            | 8 marca 2001         |
| Etan Kabel        | Ehud Barak           | Jeden Izrael              | 9 marca 2001         |
| Jechi’el Lasri    | Jicchak Mordechaj    | Partia Centrum            | 28 marca 2001        |
| Uri Ari’el        | Rechawam Ze’ewi      | Unia Narodowa             | 17 października 2001 |
| Eli Kohen         | Jehoszua Maca        | Likud                     | 22 lutego 2002       |
| Jehuda Gilad      | Maksim Lewi          | Jeden Izrael              | 5 czerwca 2002       |
| Orit Noked        | Szelomo Ben Ammi     | Jeden Izrael              | 11 sierpnia 2002     |
| Cali Reszef       | Ra’anan Kohen        | Jeden Izrael              | 21 sierpnia 2002     |
| Uzzi Ewen         | Amnon Rubinstein     | Merec                     | 31 października 2002 |
| Pinchas Cabari    | Dawid Tal            | Szas                      | 14 listopada 2002    |

## Historia
Jako wynik wyborów, w parlamencie pojawiły się dwie duże frakcje polityczne, co było korzystną zmianą po poprzednich, mocno rozdrobnionych Knesetach. Był to drugi parlament, w którym zwycięskie partie zawarły umowę koalicyjną o składzie rządu. W jej wyniku pierwszy rząd został sformowany przez partię Jeden Izrael, a drugi rząd przez partię Likud. Premierzy zostali wybrani w wyniku bezpośredniego głosowania, a nie jako przywódcy zwycięskich partii. Natychmiast po powstaniu rządu Ariela Szarona, Kneset przegłosował z inicjatywy rządu, unieważnienie bezpośredniego wyboru premiera. Został przywrócony stary system, w którym premierem zostawał przywódca zwycięskiej partii politycznej.
Początek kadencji charakteryzował się dużym optymizmem do dalszej kontynuacji procesu pokojowego. Pomimo ciężkich dyskusji i licznych kontrowersji, Ehud Barak zdecydował się na uczynienie postępu w procesie pokojowym z Palestyńczykami i z Syrią. Te dyskusje i rozterki znajdywały swoje odbicie podczas debat w Knesecie. W rok po utworzeniu rządu Baraka, izraelska armia wycofała się z południowego Libanu. To również było przedmiotem dyskusji w parlamencie.
We wrześniu 2000 wybuchło drugie palestyńskie powstanie Intifada Al-Aksa, które zniweczyło jakiekolwiek nadzieje zbudowania trwałego pokoju w krótkim czasie. W tym samym czasie szyiccy terroryści z Hezbollahu porwali do południowego Libanu i zamordowali 3 izraelskich żołnierzy. Porwano również izraelskiego obywatela, który odbywał zagraniczną podróż. Wraz z rozwojem Intifady wzrastała liczba samobójczych zamachów terrorystycznych wewnątrz Izraela. 23 października 2000 palestyńscy terroryści zamordowali ministra Revhava Ze’ewi, w Hyatt Hotel w Jerozolimie. Zmusiło to izraelską armię do podjęcia zdecydowanych kroków, które miały zapewnić bezpieczeństwo mieszkańcom Izraela. Operacja wojskowa na dużą skalę rozpoczęła się pod koniec marca 2002. Wszystkie te wydarzenia były obszernie dyskutowane w Knesecie.
Początek kadencji piętnastego Knesetu charakteryzował się wzrostem i stabilnością gospodarki Izraela. Jednakże wybuch Intifady negatywnie wpłynął na gospodarkę. Globalny kryzys gospodarczy i załamanie się rynków high-tech również przyczyniły się do głębokiej recesji, w którą pogrążyła się izraelska gospodarka. Kneset podjął się wraz z ministerstwem finansów walką z kryzysem gospodarczym. Ich wynikiem były poważne cięcia w budżecie na 2001 i 2002.
Wybuch drugiej Intifady zwiększył zapotrzebowanie na zagranicznych robotników, których liczba pod koniec kadencji parlamentu wzrosła do 260 tys. osób. Prawie dwie trzecie z tej liczby znajdowała się w Izraelu bez legalnego zezwolenia na pracę. Wraz ze wzrostem liczby nielegalnych robotników zagranicznych nastąpił wzrost liczby bezrobotnych. Liczba bezrobotnych wzrosła do 200 tys. osób. Parlament utworzył komitet, którego zdaniem było rozwiązanie kwestii zagranicznych robotników. Zajęto się również problemem bezrobocia.
Inne ważniejsze ustawy przyjęte przez piętnasty Kneset: ustalenie warunków służby wojskowej dla ultraortodoksyjnych studentów Jesziwy; zatrudnienie robotników przez podwykonawców pracy; poprawienie prawa zasiłków, które podwoiło wysokość zasiłku na narodzenie czwartego i kolejnych dzieci; przepisy w wymiarze sprawiedliwości, które określiły działalność wewnętrzną służb wywiadowczych.

### Dwudziesty ósmy rząd(1999–2001)
Dwudziesty ósmy rząd został sformowany przez Ehuda Baraka w dniu 6 lipca 1999.
Rząd upadł z powodu kwestii związanych z bezpieczeństwem po wybuchu drugiej Intifady.

### Dwudziesty dziewiąty rząd(2001–2003)
Dwudziesty dziewiąty rząd został sformowany przez Ariela Szarona w dniu 7 marca 2001.